# 400 до н. е.
400-й рік до ново́ї е́ри — перший рік IV століття до н. е.

## Події
- Умовний рік зникнення цивілізації ольмеків.
- Умовний рік початку розвитку індуїзму на основі брахманізму. Цей процес відбувався 200 років.

## Померли
- Агафон — давньогрецький поет.
- Цзін-хоу Цянь — правитель царства Хань (400—408 рр. до н. е.).
- Херіл — давньогрецький поет.
- Трасимах
- Аспасія
- Агафон

| рік | Це незавершена стаття про рік. Ви можете допомогти проєкту, виправивши або дописавши її. |